# NPM1
La nucléophosmine, aussi appelée numatrine ou nucleolar phosphoprotéine B23, est une protéine codée par le gène NPM1, localisé sur le chromosome 5 humain.

## Fonction
NPM1 est associée avec des ribonucleoprotéines dans le nucléole et peut se lier aux acides nucléiques. Elle est entre autres impliquée dans la synthèse des ribosomes en tant que protéine chaperonne  et peut participer au transport de petites protéines entre le noyau et le cytoplasme. Elle participe à la prolifération cellulaire.

## Impact en médecine
Le gène NPM1 peut être altéré dans divers cancers, notamment le lymphome non hodgkinien, les leucémies aiguës myéloïdes et les syndromes myélodysplasiques. Le statut mutationnel est un marqueur pronostic dans la prise en charge de la leucémie aiguë myéloïde et peut aider à la détection de cellules leucémiques après allogreffe.